# Departamento Veinticinco de Mayo (San Juan)
Das Departamento Veinticinco de Mayo liegt im Süden der Provinz San Juan im Westen Argentiniens ist eine von 19 Verwaltungseinheiten der Provinz. 
Es grenzt im Norden an das Departamento Caucete, im Osten an die Provinz San Luis, im Süden an die Provinz Mendoza und im Westen an die Departamentos Sarmiento, Nueve de Julio und Rawson. 
Die Hauptstadt des Departamento Veinticinco de Mayo ist Villa Santa Rosa.

## Städte und Gemeinden
Das Departamento Veinticinco de Mayo ist in folgende Gemeinden aufgeteilt:
- 25 de Mayo